# Konstantin Efetov
Konstantin Efetov (russisch Константин Борисович Ефетов, Konstantin Borissowitsch Jefetow; * 29. April 1950 in Tschkalow; † 11. August 2021) war ein russischer theoretischer Physiker.

## Werdegang
Efetov studierte ab 1967 Physik und Mathematik in Moskau am Institut für Physik und Technologie, wo er 1973 sein Ingenieursdiplom erwarb. Er promovierte (kandidat nauk) 1976 bei A. I. Larkin am Landau-Institut für Theoretische Physik in Moskau, wo er ab 1973 forschte und nach seiner Habilitation 1983 (russischer Doktortitel) als leitender Wissenschaftler forschte und lehrte. Von 1982 bis 1988 lehrte er auch am Moskauer Physikalisch-Technischen Institut. Von 1989 bis 1996 war er Direktor am Max-Planck-Institut für Festkörperforschung (bzw. ab 1995 am Max-Planck-Institut für Physik komplexer Systeme) in Stuttgart und gleichzeitig weiterhin leitender Wissenschaftler am Landau-Institut.
Efetov wurde 1997 Professor für theoretische Physik an der Ruhr-Universität Bochum.
Efetov war bekannt für Arbeiten zur Anwendung der Supersymmetrie in der Festkörperphysik, zum Beispiel zur Beschreibung ungeordneter Systeme, der Lokalisierung, beim Quantenchaos und in mesoskopischen Systemen. Er untersuchte auch die Eigenschaften von Graphen und die Physik granularer Systeme.
1998 erhielt er den Landau-Weizmann-Forschungspreis.
Konstantin Efetov war verheiratet und hatte zwei Kinder. Dmitri Efetov, der Inhaber des Lehrstuhls für Experimentelle Physik – Festkörperphysik an der Ludwig-Maximilians-Universität München ist sein Sohn.
Er ist nicht zu verwechseln mit dem ukrainischen Biochemiker und Biologen Konstantin Efetov (Konstantin Alexandrowitsch Jefetow).

## Verweise
1. ↑  Объявления. In: itp.ac.ru. Abgerufen am 14. August 2021 (russisch).
2. ↑  Ab 1994 war er ständiges Mitglied des Max-Planck-Instituts.
3. ↑  
 bei mcqst.de. Abgerufen am 8. August 2023.

| Personendaten    | Personendaten                                                                              |
| ---------------- | ------------------------------------------------------------------------------------------ |
| NAME             | Efetov, Konstantin                                                                         |
| ALTERNATIVNAMEN  | Ефетов, Константин Борисович (russisch); Jefetow, Konstantin Borissowitsch (Transkription) |
| KURZBESCHREIBUNG | russischer Physiker                                                                        |
| GEBURTSDATUM     | 29. April 1950                                                                             |
| GEBURTSORT       | Tschkalow                                                                                  |
| STERBEDATUM      | 11. August 2021                                                                            |